# 뮐레르 샨도르
뮐레르 슈미흐 샨도르(헝가리어: Müller Smich Sándor; 1948년 9월 21일, 부다페스트 ~ 2024년 4월 3일)는 헝가리의 프로 축구 선수로, 현역 시절 미드필더로 활약했다.

## 경력
부다페스트 출신인 뮐레르는 헝가리, 벨기에, 스페인, 그리고 오스트리아의 III. 케륄레티, 버셔시, 로열 앤트워프, 에르쿨레스, 그리고 레오폴트슈타트에서 활동했다.
국제 무대에서, 그는 1970년부터 1982년까지 헝가리 국가대표팀 17번의 경기에 출전했고, 1982년 월드컵에 자국을 대표로 출전했다.

## 최후
뮐레르는 2024년 4월 3일, 향년 75세로 영면에 들었다.